# Туленов, Ашим
Ашим Туленов (каз. Әшім Төленов; 1886 год — 1975 год) — старший чабан колхоза «Жанбике» Байганинского района Актюбинской области, Казахская ССР. Герой Социалистического Труда (1948).
Родился в 1886 году в семье кочевника в окрестностях села Жанбике (сегодня — Байганинский район). С начала 1930-х годов трудился чабаном, старшим чабаном в сельскохозяйственной артели «Жанбике», позднее преобразованной в одноимённый колхоз Байганинского района.
В 1947 году бригада Ашима Туленова вырастила 776 ягнят от 578 овцематок. Указом Президиума Верховного Совета СССР от 23 июля 1948 «за получение высокой продуктивности животноводства в 1947 году при выполнении колхозом обязательных поставок сельскохозяйственных продуктов и плана развития животноводства» удостоен звания Героя Социалистического Труда с вручением ордена Ленина и золотой медали «Серп и Молот».
Скончался в 1975 году.
Награды
- Герой Социалистического Труда
- Орден Ленина — дважды
- Медаль «За победу над Германией в Великой Отечественной войне 1941—1945 гг.»